# FS-A1WSX

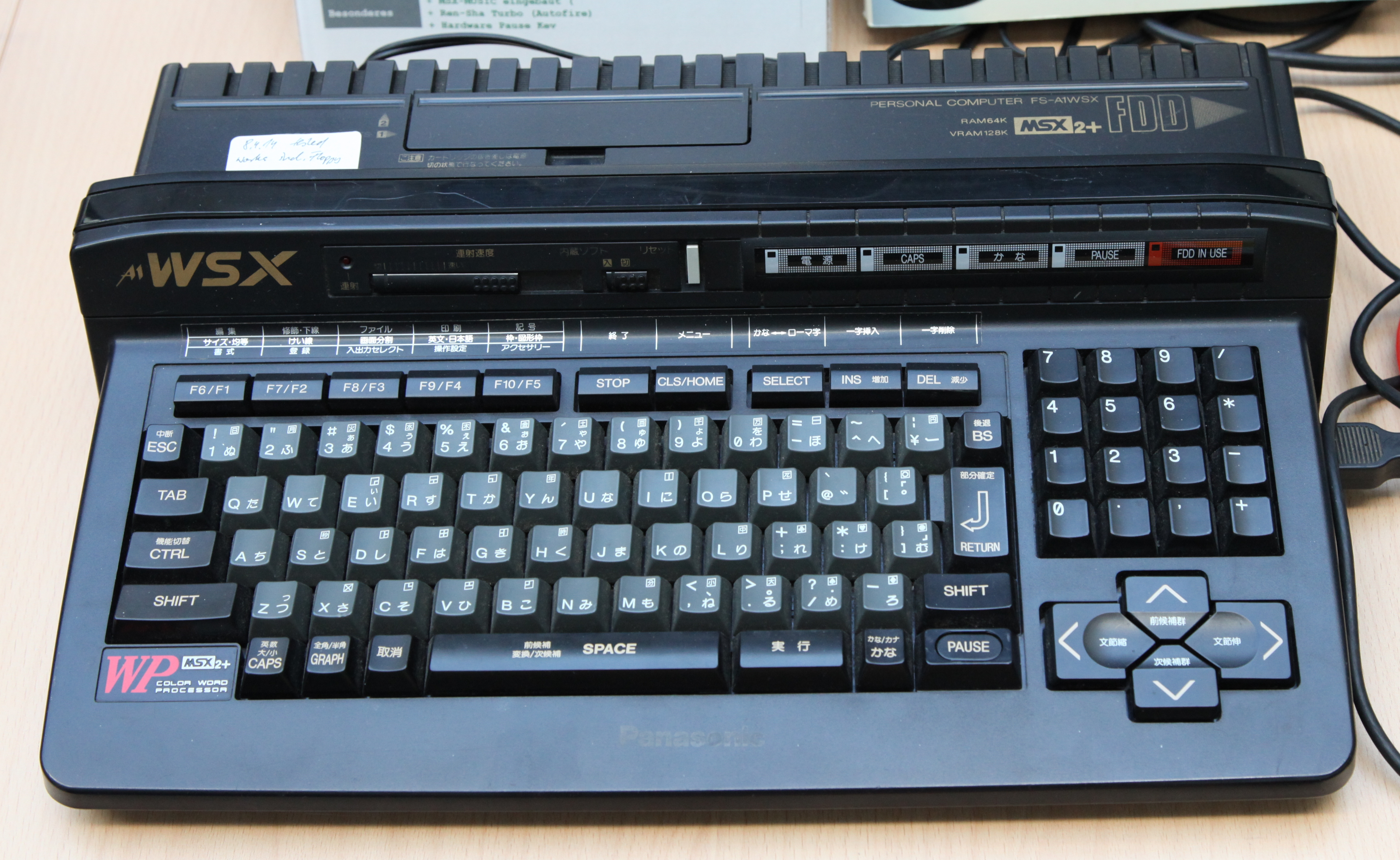

FS-A1WSX(정식 명칭: 파나소닉 FS-A1WSX)는 1989년에 출시된 제품으로, 파나소닉이 만든 마지막 MSX2+였다. FS-A1WX의 후속 제품으로 S-비디오 출력, 테이프 미지원, 컬러 프린터 지원 및 일본어 한자 컬러 워드 프로세서를 갖춘 향상된 A1 내부 조종석 소프트웨어와 같은 몇 가지 변경 사항이 통합되었다.
다른 MSX2 시스템과 달리 파나소닉 FS-A1은 소프트웨어를 통해 6MHz로 전환할 수 있는 Z-80 호환 MSX 엔진(T9769x)을 사용했다. 이 모델은 약간의 납땜을 한 후 최대 256KB의 RAM을 지원했다. 더 복잡한 수정을 통해 512KB도 가능했다.